# Tarnawatka (przystanek kolejowy)
Tarnawatka – dawna wąskotorowa stacja kolejowa we wsi Tarnawatka, w gminie Tarnawatka, w powiecie tomaszowskim, w woj. lubelskim, w Polsce. Została wybudowana w 1916 roku przez kkHB (k.u.k. Heeresbahn, pol. C.K. Kolej Wojskowa). W 1923 roku został zawieszony ruch pasażerski, stację zamknięto i zlikwidowano.